# Civis – Europas Medienpreis für Integration

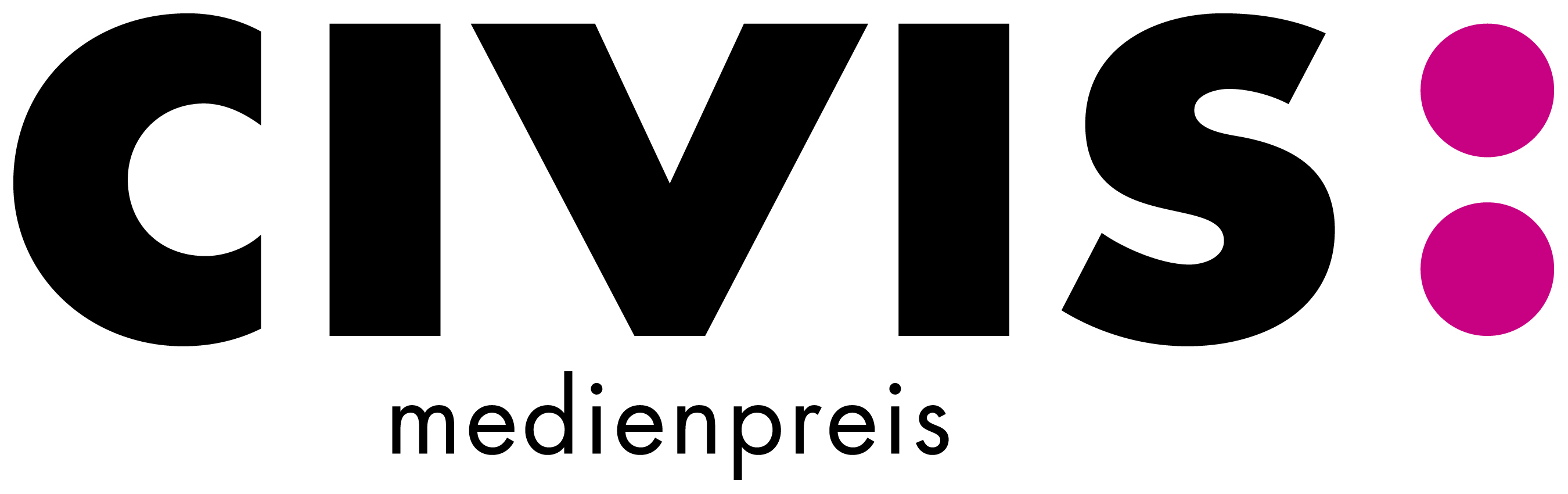
Logo CIVIS Medienpreis

Der CIVIS – Europas Medienpreis für Integration (vormals CIVIS Medienpreis für Integration und kulturelle Vielfalt in Europa genannt, kurz CIVIS Medienpreis) wurde 1987 von der Beauftragten der Bundesregierung für Ausländerfragen gemeinsam mit der ARD in der Zuständigkeit des Westdeutschen Rundfunks sowie der Freudenberg Stiftung gegründet. Die Organisation und Durchführung des CIVIS Medienpreises übernimmt die gemeinnützige Civis Medienstiftung.

## Veranstalter
Der europäische CIVIS Medienpreis wird von der Arbeitsgemeinschaft der Landesrundfunkanstalten der ARD in Deutschland, vertreten durch den Westdeutschen Rundfunk (WDR), gemeinsam mit der Freudenberg Stiftung ausgeschrieben. Der Österreichische Rundfunk, die SRG SSR, die Deutsche Welle, RTV Slovenija, das Deutschlandradio, der deutsch-französische Kulturkanal ARTE, 3sat, Phoenix und die Europäische Rundfunkunion (EBU) sind Medienpartner. Die Beauftragte der Bundesregierung für Migration, Flüchtlinge und Integration, die Agentur der Europäischen Union für Grundrechte, die WDR mediagroup, die Verwertungsgesellschaft der Film- und Fernsehproduzenten und die Allianz Deutscher Produzenten – Film & Fernsehen sind Kooperationspartner. Die Schirmherrschaft übernimmt das Europäische Parlament.
Die Organisation und Durchführung des CIVIS Medienpreises übernimmt die gemeinnützige Civis Medienstiftung mit dem Ziel, Programmschaffende im Radio und Fernsehen für das Thema Integration und kulturelle Vielfalt zu sensibilisieren und den innovativen und professionellen Umgang mit der Entwicklung in der europäischen Einwanderungsgesellschaft zu fördern. Die Gesellschaft möchte zur interkulturellen Verständigung und zur europäischen Integration durch die Arbeit der elektronischen Medien beitragen.
Vorsitzender des Kuratoriums der CIVIS Medienstiftung ist der Intendant des Westdeutschen Rundfunks (WDR), Tom Buhrow. Die Mitglieder des Kuratoriums wirken in die Zivilgesellschaft, um das Anliegen der Stiftung öffentlichkeitswirksam zu vertreten. Vorsitzende des CIVIS Programmbeirates ist Jona Teichmann, Leiterin des Programmbereichs Landesprogramme Hörfunk (WDR).

## Wettbewerb
Der CIVIS Medienpreis wird als europäischer Fernsehpreis und als Radiopreis für deutschsprachige Programme in der Europäischen Union und der Schweiz vergeben. Mit dem Young CIVIS Media Prize kommt seit 2004 ein Förderpreis für junge Journalisten sowie Studierende und Absolventen der Film- und Medienschulen hinzu, die nicht älter als 32 Jahre sind. Der CIVIS Medienpreis und der Young CIVIS Media Prize sind dotiert. Seit 2010 wird der CIVIS Onlinepreis vergeben. Der Preis prämiert journalistische Internetangebote zum Thema Integration und kulturelle Vielfalt, die webgerecht grafisch und multimedial aufbereitet sind. Der CIVIS Online Preis ist ebenfalls dotiert. Weitere Preise sind der CIVIS Fernsehpreis für Magazinbeiträge sowie der CIVIS Kinopreis.
2005 und 2006 wurde zusätzlich der Europäische Roma Fernsehpreis ausgeschrieben. 2008 zeichnete der CIVIS Medienpreis für Integration und kulturelle Vielfalt zum ersten Mal mit dem CIVIS Wirtschaftspreis Radio- und Fernsehbeiträge über die betriebliche Integration von Einwanderern und deren Arbeitsalltag aus.
Zum Wettbewerb um den CIVIS Medienpreis werden alle Programmbeiträge zugelassen, die die Teilnahmebedingungen erfüllen und die CIVIS Medienstiftung innerhalb der Ausschreibungszeit erreichen.
Der internationale CIVIS Medienpreis und der Young CIVIS Media Prize werden im Mai jeden Jahres vergeben. Die Preisverleihung wird im Fernsehen und Hörfunk übertragen.

## Preisträger

### 1988
Fernsehen
- Civis Fernsehpreis – Bereich Beiträge mit Spielhandlung: Tatort – Voll auf Haß, NDR, Preisträger: Bernhard Schadewald, Deutschland
- Civis Fernsehpreis – Bereich Beiträge mit Spielhandlung: Sinan Ohneland. Memo, mein Vater (Teil 1), SFB, Preisträger: Yasemin und Izzet Akay, Deutschland
- Civis Fernsehpreis – Beiträge über 10 Minuten Länge: Miterlebt: Türkiyem – Fußballheimat in der Fremde, SFB, Preisträger: Andreas Witte, Deutschland
- Civis Fernsehpreis – Sonderpreis für besondere Programmleistungen: Anstöße: Kinder-Bambini-Cockuklar, ZDF, Preisträger: Simone Emmelius und Horst Werner, Deutschland

### 1989
Fernsehen
- Civis Fernsehpreis – Bereich Information: Roma in Köln, WDR, Preisträger: Uli Veith, Deutschland
- Civis Fernsehpreis – Bereich Beiträge mit Spielhandlung: Drachenfutter, ZDF, Preisträger: Jan Schütte, Deutschland
- Civis Fernsehpreis – Sonderpreis für besondere Programmleistungen: Drachenfutter, ZDF, Preisträger: Bhasker Patel und Ric Young, Hauptdarsteller des Films, Deutschland
- Civis Fernsehpreis – Sonderpreis für besondere Programmleistungen: Hürdenlauf – Der Weg zum deutschen Pass, HR, Preisträger: Kamil Taylan, Deutschland

Hörfunk
- Civis Hörfunkpreis – Bereich Information: Merhaba – Willkommen bei Radio Dortmund International, Preisträger: Levent Aktoprak und Monika Gotthold, stellv. für die Redaktion WDR-Landesstudio Dortmund/Lokalfunk mit ihren freien Mitarbeitern, Deutschland
- Civis Hörfunkpreis – Bereich Hörspiel, Feature: Deutschlanderfahrung – ein chilenischer Asylant verabschiedet sich, Radio Bremen, Preisträger: Christian Cortés, Deutschland
- Civis Hörfunkpreis – Sonderpreis für besondere Programmleistungen: Diesen Stern trage ich erst, seitdem mir bewußt geworden ist, daß ich Ausländerin bin. Junge Türkin protestiert mit Davidstern gegen Ausländerhaß, SFB, Preisträger: Andreas Lohse und Sahra Fee, Deutschland
- Civis Hörfunkpreis – Sonderpreis für besondere Programmleistungen: Alltagskonflikte – Mit so einem gehst Du? – Deutsch-türkische Liebe, WDR, Preisträgerin: Ute Remus, Deutschland

### 1990
Fernsehen
- Civis Fernsehpreis – Bereich Information: Sinti und Roma in Berlin ein anderes, schöneres Leben, RIAS-TV, Preisträgerin: Andrea Schmelzer, Deutschland
- Civis Fernsehpreis – Bereich Unterhaltung: Doppelpunkt: Mein Land, Dein Land – ist Deutschland nur für Deutsche da?, ZDF, Preisträger: Michael Steinbrecher und Steffen Bayer, Deutschland
- Civis Fernsehpreis – Bereich Beiträge mit Spielhandlung: Abschied vom Paradies, ZDF, Preisträger: Tevfik Başer, Deutschland
- Civis Fernsehpreis – Sonderpreis für besondere Programmleistungen: Es gibt mich noch, WDR, Preisträger: Klaus Antes, Deutschland
- Civis Fernsehpreis – Sonderpreis für besondere Programmleistungen: Nachtstudio-Reihe: Ausländer, ARD, Preisträger: Klaus Lackschewitz, stellv. für die ARD-Filmredaktion, Deutschland

Hörfunk
- Civis Hörfunkpreis – Bereich Unterhaltung: Radio Münsterland unterwegs, WDR, Preisträger: Dagmar Böhme-Jasper und Holger Hülsmeyer, Deutschland
- Civis Hörfunkpreis – Bereich Unterhaltung: Radio unfrisiert: Die Deutschen – Portrait von Ausländern gezeichnet, HR, Preisträger: Volker Bernius und Ursula Dziela, Deutschland
- Civis Hörfunkpreis – Bereich Hörspiel, Feature: Eingemauert, Radio Bremen, Preisträger: Jürgen Alberts, Deutschland
- Civis Hörfunkpreis – Sonderpreis für besondere Programmleistungen: Eurohymne, BR, Preisträger: Ulrich Bassenge und Herbert Kapfer, Deutschland

### 1991
Fernsehen
- Civis Fernsehpreis – Bereich Information: Doppelpunkt vor Ort: Das Schlimmste verhindern, ZDF, Preisträger: Dietmar Westenberger, Deutschland
- Civis Fernsehpreis – Bereich Unterhaltung: Die Sendung mit der Maus, WDR, SWF, SR, Preisträger: Enrico Platter, stellv. für die Redaktionsgruppe Kinderprogramme, Deutschland
- Civis Fernsehpreis – Bereich Beiträge mit Spielhandlung: Yasemin, ZDF, Preisträger: Hark Bohm, Deutschland
- Civis Fernsehpreis – Sonderpreis für besondere Programmleistungen: Der türkische Tag, ZDF, Preisträger: Dieter Stolte, stellv. für das ZDF, Deutschland

Hörfunk
- Civis Hörfunkpreis – Bereich Unterhaltung: Türkische Lieder über die Fremde, WDR, Preisträger: Hüseyin Erdem, Deutschland
- Civis Hörfunkpreis – Bereich Hörspiel, Feature: Die Sicht des Fremden. Nachbarschaft mit Ausländern, WDR, Preisträgerin: Irene Dänzer-Vanotti, Deutschland
- Civis Hörfunkpreis – Sonderpreis für besondere Programmleistungen: Toucher le son – Den Ton berühren. Afrikanische Klänge in Paris, SFB, Preisträgerin: Ursula Weck, Deutschland

### 1992
Fernsehen
- Civis Fernsehpreis – Bereich Information: Zum Beispiel Berlin. Über den Umgang mit Ausländerfeindlichkeit, WDR, Preisträger: Felix Kuballa, Gert Monheim, Yoash Tatari und Peter Schran, Deutschland
- Civis Fernsehpreis – Bereich Unterhaltung: 110 Grad – das junge Magazin: Ausländer in Deutschland, RIAS-TV/Deutsche Welle, Preisträgerin: Ille Simon, Deutschland
- Civis Fernsehpreis – Bereich Beiträge mit Spielhandlung: Karfunkel: Ich bin ein Kanake, ZDF, Preisträger: Thomas Draeger, Deutschland
- Civis Fernsehpreis – Sonderpreis für besondere Programmleistungen: Fremde Heimat, 3sat, Preisträger: Redaktion Das kleine Fernsehspiel, Deutschland

Hörfunk
- Civis Hörfunkpreis – Bereich Information: Ausländer, 5-teilige Serie, SWF3, Preisträger: Michael Hertle, Deutschland
- Civis Hörfunkpreis – Bereich Unterhaltung: Ich bin ein Ausländer Rockfestival gegen Ausländerfeindlichkeit, SFB, Preisträger: Jugendwelle Radio 4, Deutschland
- Civis Hörfunkpreis – Bereich Hörspiel, Feature: Hörspielwettbewerbe, Heimat oder Fremde. Geschichten aus dem Migrantenleben – Brücke zwischen zwei Kulturen, WDR, Preisträger: Italienische Redaktion und Programmgruppe Hörspiel, Deutschland
- Civis Hörfunkpreis – Sonderpreis für besondere Programmleistungen: Lesung: Brief an Europa, ORB, Preisträger: Said, Deutschland

### 1993
Fernsehen
- Civis Fernsehpreis – Bereich Information: Heiterblick, Roma in Sachsen, MDR, Preisträger: Kerstin Mempel und Hendrik Flemming, Deutschland
- Civis Fernsehpreis – Bereich Unterhaltung: Scheibenwischer, SFB, Preisträger: Dieter Hildebrandt, Deutschland
- Civis Fernsehpreis – Bereich Unterhaltung: Wir gegen Rassismus – Kumpel Anton, RTL, RTL-Mitarbeiterinitiative und Werbespot, Preisträger: RTL-Mitarbeiter, Deutschland
- Civis Fernsehpreis – Sonderpreis für besondere Programmleistungen: Wer Gewalt sät... Von Biedermännern und Brandstiftern, WDR, Preisträger: Gert Monheim, Deutschland
- Civis Fernsehpreis – Sonderpreis für besondere Programmleistungen: Kommentare zum Brandanschlag in Solingen, ARD, Preisträger: Aysim Alpmann, Klaus Bednarz, Fritz Pleitgen, WDR und Georg Hafner, HR, Deutschland

Hörfunk
- Civis Hörfunkpreis – Bereich Information: Unterwegs in Deutschland. Bei den Asylbewerbern in Weilerswist, Deutsche Welle, Preisträgerin: Simone Sitte, Deutschland
- Civis Hörfunkpreis – Bereich Unterhaltung: Riff. Deutsch-Ausländische Liebesgeschichten, WDR, Preisträger: Sefa İnci Suvak, Deutschland
- Civis Hörfunkpreis – Bereich Hörspiel, Feature: Dreck, WDR, Preisträger: Robert Schneider und Norbert Schaeffer, Deutschland
- Civis Hörfunkpreis – Sonderpreis für besondere Programmleistungen: Europawerkstatt, WDR, Preisträger: Autoren und Redakteure, Deutschland

### 1994
Fernsehen
- Civis Fernsehpreis – Bereich Information: Die Stadt gehört uns. Rechte Gewalt in Schwedt, ORB, Preisträger: Gesine Enwaldt und Enrico Demurray, Deutschland
- Civis Fernsehpreis – Bereich Unterhaltung: Schwarzfahrer, verschiedene Sender, Preisträger: Pepe Danquart, Deutschland
- Civis Fernsehpreis – Beiträge mit Spielhandlung: Happy Birthday, Türke!, ZDF, Preisträgerin: Doris Dörrie, Deutschland
- Civis Fernsehpreis – Sonderpreis für besondere Programmleistungen: Initiative Medien gegen Rassismus, Initiatoren: Civis-Preisträger 1993, Deutschland
- Preis der Civis Jugendjury: Dann eben mit Gewalt, ZDF, Preisträger: Rainer Kaufmann, Deutschland

Hörfunk
- Civis Hörfunkpreis – Bereich Information: Familie Bosnic aus Hanau, HR, Preisträgerin: Anica Falica, Deutschland
- Civis Hörfunkpreis – Bereich Unterhaltung: Mit Zurna und Soul. Türkischer Rap in Deutschland, DLF, Preisträger: Michael Frank, Deutschland
- Civis Hörfunkpreis – Bereich Hörspiel, Feature: Roma heißt Menschen – 12 Millionen Sinti und Roma leben in Europa, WDR, Preisträgerin: Monika Siegfried-Hagenow, Deutschland
- Civis Hörfunkpreis – Sonderpreis für besondere Programmleistungen: Peter, mein Freund, ORB, Preisträgerin: Miriam Loewy, Deutschland

### 1995
Fernsehen
- Civis Fernsehpreis – Bereich Information: Menschen hautnah: Kumpel Charly, WDR, Preisträger: Imad Karim, Deutschland
- Civis Fernsehpreis – Bereich Unterhaltung: Sendereihe Karfunkel, ZDF, Preisträger: Omar Saavedra Santis und Alejandro Quintana, Deutschland
- Civis Fernsehpreis – Bereich Beiträge mit Spielhandlung: Ein Lied für Beko, WDR/ARTE, Preisträger: Nizamettin Aric, Deutschland
- Civis Fernsehpreis – Sonderpreis für besondere Programmleistungen: Auf Wiedersehen im Himmel – Die Kinder von der St. Josefspflege, SWF, Preisträger: Michail Krausnick, Romani Rose und Anita Awosusi, Deutschland
- Preis der Civis Jugendjury: Menschen hautnah: Zweimal Deutschland – Kumpel Charly und der Spätzletürke, WDR, Preisträger: Imad Karim, Sabine Stamer, Cem Özdemir und Charly Osafo-Katanka, Deutschland

Hörfunk
- Civis Hörfunkpreis – Bereich Information: Kraft zur Versöhnung. Ein Besuch bei Mevlüde Genc, WDR, Preisträger: Sefa İnci Suvak, Deutschland
- Civis Hörfunkpreis – Bereich Unterhaltung: Kein schöner Land – Nachtgespräche eines chinesischen Publizisten mit Kurt Tucholsky, SDR, Preisträger: Shi Ming, Deutschland
- Civis Hörfunkpreis – Bereich Hörspiel, Feature: Johanna von der U-Bahn, ORB, Preisträger: Vidosav Stevanović, Deutschland
- Civis Hörfunkpreis – Sonderpreis für besondere Programmleistungen: Multikulti, SFB, Preisträger: Redaktion SFB 4, Deutschland

### 1996
Fernsehen
- Civis Fernsehpreis – Bereich Information: Unter deutschen Dächern: Verdrängt, Vergessen, Verkauft. Im Vietnamesen-Ghetto von Berlin, Radio Bremen, Preisträger: Michael Möller und Marc Wiese, Deutschland
- Civis Fernsehpreis – Bereich Unterhaltung: Alles ist gut, WDR/NDR, Preisträger: Vadim Spiwak und Jurij Chaschtschewatski, Deutschland
- Civis Fernsehpreis – Beiträge mit Spielhandlung: Abschlußklasse 1995 – Ihr eigenes Leben, La Sept/ARTE, Preisträger: Romain Goupil und Sabrina Houicha, Frankreich
- Civis Fernsehpreis – Sonderpreis für besondere Programmleistungen: Aufbruch – Die Kraft der Einwanderer, ZDF/3sat, Preisträger: Reinhard Kahl, Deutschland
- Civis Jugendvideowettbewerb: 2. Platz : „Last Train To Unity“, Medienzentrum Ruhr e. V., Essen & Schülergruppe Gesamtschule Bockmühle Essen

Hörfunk
- Civis Hörfunkpreis – Bereich Information: Das Schweigen brechen, HR, Preisträgerinnen: Karen Fuhrmann und Heike Ließmann, Deutschland
- Civis Hörfunkpreis – Bereich Hörspiel, Feature: Vor meinem Leben kommt meine Ehre – Die Odysee des Hasan Ö., ORB/DLR, Preisträgerin: Ingeborg Koch, Deutschland
- Civis Hörfunkpreis – Sonderpreis für besondere Programmleistungen: Betthupferl, BR, Preisträger: Redaktion Betthupferl, Deutschland

### 1997
Fernsehen
- Civis Fernsehpreis: Blue Eyed-Blauäugig, 3sat, Preisträger: Bertram Verhaag und Jane Elliott, Deutschland
- Civis Fernsehpreis: Deutschland im Winter – Kanakistan, ARTE, Preisträger: Thomas Röschner und Feridun Zaimoglu, Deutschland
- Civis Fernsehpreis: November-Elegie. Isang Yun in memoriam, SFB/KBS, Preisträger: Barrie Gavin, Deutschland
- Preis der Civis Jugendjury: Blue Eyed-Blauäugig, 3sat, Preisträger: Bertram Verhaag und Jane Elliott, Deutschland

Hörfunk
- Civis Hörfunkpreis: Abgeschoben, Radio Bremen und Auf der Flucht, DLR Berlin, Preisträgerin: Margot Overath, Deutschland
- Civis Hörfunkpreis: Jud Süß. Das Leben und Leiden des Joseph Süß Oppenheimer, WDR, Preisträger: Hellmut G. Haasis, Deutschland
- Civis Hörfunkpreis: Stirb Desdemona, WDR, Preisträger: Pietro Scanzano, Deutschland

### 1998
Fernsehen
- CIVIS Fernsehpreis – Bereich Information: Genötigt – Taxifahrer auf Flüchtlingsjagd, ORB, Preisträger: Redaktion der Sendung Klartext, Deutschland
- CIVIS Fernsehpreis – Bereich Unterhaltung: 100 Grad-Jugendmagazin (Schwerpunkt: Fremdenfeindlichkeit) Deutsche Welle TV/ORB, Preisträger: Moderator Steffen Hallaschka, Deutschland
- CIVIS Fernsehpreis – Bereich Unterhaltung: Tatort: In der Falle, BR, Preisträger: Orkun Ertener und Peter Fratzscher, Deutschland
- CIVI Fernsehpreis für besondere Programmleistungen: Monitor, WDR, Preisträger: Redaktion, Deutschland
- Preis der Civis Jugendjury: Portrait eines Richters, WDR, Preisträger: Norbert Kückelmann, Deutschland
- Civis Jugendvideopreis: Stadt ohne Vorurteil, Preisträger: Videogruppe der RAA Schwerin, Deutschland
- Civis Jugendvideopreis: Ganz normale Menschen, Filmclub Schwaan, Deutschland
- Civis Jugendvideopreis: Der Himmel ist überall blau, Preisträger: Videogruppe der RAA Leipzig, Deutschland

Hörfunk
- Civis Hörfunkpreis – Bereich Information: Zukunft unbestimmt – Die Geschichte einer Flucht von Afghanistan nach Deutschland. Ich weiß nicht, was ist mit mir – Ein Jahr mit einer Asylbewerberfamilie, SDR, Preisträgerin: Christiane Schütze, Deutschland
- Civis Hörfunkpreis – Bereich Unterhaltung: Karriere abwärts – Osteuropäische Virtuosen in der Fußgängerzone, SFB/Radio Bremen, Preisträgerin: Jadwiga Stawny, Deutschland
- Civis Hörfunkpreis – Hörspiel, Feature: Sir Alfred: Exterritorial, SWF, Preisträger: Said
- Civis Hörfunkpreis – Sonderpreis für besondere Programmleistungen: Bax Blubber! – Erdball, WDR, Preisträgerin: Ulrike Klausmann, Deutschland

### 1999
Fernsehen
- CIVS Fernsehpreis – Bereich Information: Ein Tutsi in Dresden, WDR, Preisträger: Hansjürgen Hilgert, Deutschland
- CIVS Fernsehpreis – Bereich Information: Auf der Kippe, ZDF, Preisträger: Andrei Schwartz, Deutschland
- CIVS Fernsehpreis – Bereich Information: Kennzeichen D, ZDF, Preisträger: Redaktion, Deutschland
- CIVS Fernsehpreis – Bereich Unterhaltung: Asyl für Jesus, WDR, Preisträger: Wolfgang Minder und Thomas Pfaff, Deutschland
- Preis der Civis Jugendjury: Kennzeichen D, ZDF, Preisträger: Redaktion, Deutschland
- Civis Jugendvideopreis: Liebe, Flucht und Sauberkeit: Eine roma-deutsche Familiengeschichte, Preisträger: Videogruppe der RAA Schwerin, Deutschland
- Civis Jugendvideopreis: Auf Grund gesetzt, Preisträger: Videogruppe der RAA Schwerin, Deutschland

Hörfunk
- Civis Hörfunkpreis – Bereich Information: Zusammengeschlagen und vergessen – Opfer rassistischer Gewalt in Deutschland, Radio Multikulti, Preisträger: Andrea Nienhuisen und Anselm Weidner, Deutschland
- Civis Hörfunkpreis – Bereich Information: Jetzt sind wir die verdammten Russen – Spätaussiedler in Nordrhein-Westfalen, WDR, Preisträgerin: Monika Siegfried-Hagenow, Deutschland
- Civis Hörfunkpreis – Bereich Information: Das Eigene und das Fremde, SWR, Preisträger: Hans-Volkmar Findeisen, Deutschland

### 2000
Fernsehen
- Europäischer CIVS Fernsehpreis – Bereich Information: Muharems resa. SVT, Preisträgerin: Anita Jekander, Schweden
- Deutscher CIVS Fernsehpreis – Bereich Information: Ein Mann sieht braun – Im Einsatz gegen ostdeutsche Neonazis. WDR, Preisträgerin: Birgit Maria Virnich, Deutschland
- Deutscher CIVS Fernsehpreis – Sonderpreis für besondere Programmleistungen: Wir sind da, Juden in Deutschland nach 1945. WDR/BR, Preisträger: Richard Chaim Schneider, Deutschland
- Deutscher CIVS Jugendvideopreis: Die Hutmacher von Christian Hampe, Dimitri Paas, Helena Ströh, Martina Ebenau, Tassilo Priebisch, Deutschland
- Sonderpreis der CIVS Jugendjury: 6 qm neue Heimat. Jugendtreff Dosto Bernau, Preisträger: Conny Antes-Aceves, Hermann Bach, Edgar Illge, Lars Knoll und Katja Wodni, Deutschland

Hörfunk
- Deutscher Civis Hörfunkpreis – Bereich Information: Im Feindesland. BR, Preisträger: Norbert Joa, Deutschland
- Deutscher Civis Hörfunkpreis – Bereich Information: Angermünde und anderswo. Deutschlandradio Kultur, Preisträger: Anselm Weidner, Deutschland
- Deutscher Civis Hörfunkpreis – Sonderpreis für besondere Programmleistungen: Das Hörmal. ORB/SFB, Preisträger: Redaktion Radio Fritz, Deutschland

### 2001
Fernsehen
- Europäischer Civis Fernsehpreis – Bereich Information: Werelden: Clean & Dream, IKON TV, Preisträgerin: Annemarie van Zweeden, Niederlande
- Europäischer Civis Fernsehpreis – Bereich Unterhaltung: Blood Wedding, MTV Hungarian Television, Preisträger: Dragan Ristic und János Joka Daróczi, Ungarn
- Deutscher Civis Fernsehpreis – Bereich Information: Liebe schwarz-weiss, WDR, Preisträgerin: Britta Wandaogo, Deutschland
- Deutscher Civis Fernsehpreis – Bereich Unterhaltung: Was guckst du?!, SAT1, Preisträger: Kaya Yanar, Deutschland
- Deutscher Civis Fernsehpreis – Sonderpreis für besondere Programmleistungen: Nach Hitler, Radikale Rechte rüsten auf, MDR, Preisträger: Jan Peter, Yury Winterberg, Rainer Fromm, Deutschland
- Deutscher Civis Jugendvideopreis: „Unter der Haut“ Preisträger: Ag Video der Volksschule Rieden, Leiter Egid Spies
- Europäischer Civis Jugendvideopreis: Quizas, Preisträger: Mikis Mazarakis und Babak Djampour, Schweden
- Europäischer Civis Jugendvideopreis: Droits au but, Preisträger: Fabien Resimont, Olivier Legrain, Lionel Lommel, Caroline Barnich, Xavier Genicot und Aude Rossignol, Belgien

Hörfunk
- Deutscher Civis Hörfunkpreis – Bereich Information: I Germanesi – Ein italienisches Familienalbum aus Deutschland, Deutschlandradio Berlin, Preisträger: Giuseppe Maio, Deutschland[3]
- Deutscher Civis Hörfunkpreis – Bereich Unterhaltung: Sind Sie ein Rom oder Sinto, oder wie?, WDR 3, Preisträgerin: Babette Michel, Deutschland
- Deutscher Civis Hörfunkpreis – Sonderpreis für besondere Programmleistungen: Das Ausländeralphabet: Y wie Yuppie-Auslander, WDR, Preisträger: Pietro Scanzano, Deutschland

### 2002
Fernsehen
- Europäischer Civis Fernsehpreis – Bereich Information: Das rote Quadrat: Die Feuerfalle von Rostock, ARD, Preisträger: Kamil Taylan, Deutschland
- Europäischer Civis Fernsehpreis – Bereich Unterhaltung: List. (Der Brief), TVP, Preisträger: Denijal Hasanovic, Polen
- Deutscher Civis Fernsehpreis – Bereich Information: Das rote Quadrat: Die Feuerfalle von Rostock, ARD, Preisträger: Kamil Taylan, Deutschland
- Deutscher Civis Fernsehpreis – Sonderpreise für besondere Programmleistungen: Tödliche Begegnung, Sendereihe, HR, Preisträgerin: Esther Schapira, Deutschland
- Deutscher Civis Jugendvideopreis: 69 Quarters, Preisträger: Jugendvideogruppe Weinheim, Deutschland
- Europäischer Civis Jugendvideopreis: Tussentijd und Meantime, Preisträger: John Kon Kelei und Nicknora Gongich Chol, Niederlande

Hörfunk
- Deutscher Civis Hörfunkpreis – Bereich Information: Alles klar, oder was?! Türkisch als neue Jugendsprache?, HR, Preisträgerin: Sabine Eichhorst, Deutschland
- Deutscher Civis Hörfunkpreis – Sonderpreis für eine besondere Programmleistung: Lilipuz: Nie wieder!, WDR, Preisträger: Matthias Wegener, Deutschland

### 2003
Fernsehen
- Europäischer Civis Fernsehpreis – Bereich Information: Die Story: Flucht in den Tod. Das Dorf, das Meer und das Schweigen, WDR, Preisträger: Marc Wiese und Karl Hoffmann, Deutschland
- Europäischer Civis Fernsehpreis – Bereich Unterhaltung: The Kumars at No 42, BBC, Preisträger: Richard Pinto, Sharat Sardana, Sanjeev Bhaskar, Großbritannien
- Deutscher Civis Fernsehpreis Bereich Information: Planet Hasenbergl – Lichtblicke in der Münchner Bronx, BR, Preisträger: Claus Strigel, Deutschland
- Deutscher Civis Fernsehpreis – Bereich Unterhaltung: Anam, ZDF, Preisträgerin: Buket Alakuş, Deutschland

Hörfunk
- Deutscher Civis Hörfunkpreis – Bereich Information: Notruf. Eine türkische Ärztin auf dem Kiez, SWR, Preisträgerin: Maria Consiglia Squillante, Deutschland
- Deutscher Civis Hörfunkpreis – Bereich Unterhaltung: Zeit im Dunkeln, (Buch: Henning Mankell), NDR, Preisträger: Erik Uddenberg, Deutschland

### 2004
Fernsehen
- Europäischer Civis Fernsehpreis – Bereich Information: New Stars of Europe, Danmarks Radio TV, Preisträger: Axel Boisen, Dänemark
- Europäischer Civis Fernsehpreis – Bereich Unterhaltung: Les filles de Mohamed, Televisío de Catalunya, Preisträgerin: Sílvia Munt, Spanien
- Deutscher Civis Fernsehpreis – Bereich Information: NPD auf dem Vormarsch – Wie Rechtsextreme in den Kommunen Wahlerfolge erzielen, rbb, Preisträger: Alexander Kobylinski und Caroline Walter, Deutschland.
- Deutscher Civis Fernsehpreis – Bereich Unterhaltung: Karamuk, WDR, Preisträgerin: Sülbiye Günar, Deutschland
- Young Civis Media Prize: Himmelfilm – How were skies when you were young?, Hochschule für Fernsehen und Film München, Preisträgerinnen: Sanne Kurz und Jiska Rickels, Deutschland

Hörfunk
- Deutscher Civis Hörfunkpreis – Bereich Information: Geschichten aus Parallelistan: Unterwegs mit jungen Aussiedlern in Bayern, BR, Preisträger: Frederik Kunth, Deutschland
- Deutscher Civis Hörfunkpreis – Bereich Unterhaltung: Lilipuz: Papa, was ist der Islam?, WDR, Preisträger: Karlheinz Koinegg, Deutschland

### 2005
Fernsehen
- Europäischer CivisFernsehpreis – Bereich Information: Nabila, Sveriges Television, Preisträger: Hakan Berthas und Johan Bjerkner, Schweden
- Europäischer Civis Fernsehpreis – Bereich Unterhaltung: Der Grenzer und das Mädchen, WDR, Preisträger: Hartmut Schoen, Deutschland
- Deutscher Civis Fernsehpreis – Bereich Information: Abschiebung im Morgengrauen – Alltag in der Ausländerbehörde, NDR, Preisträger: Michael Richter, Deutschland
- Deutscher CivisFernsehpreis – Bereich, Unterhaltung: Folgeschäden, SWR/ARTE/BR, Preisträger: Florian Hanig, Deutschland
- Europäischer ROMA Fernsehpreis: For all my life, Latvian National Television 1, Preisträger: Romualds Pipars, Lettland
- Young Civis Media Prize: Weiße Ameisen, Filmakademie Baden-Württemberg, Preisträgerin: Renate Gosiewski, Deutschland

Hörfunk
- Deutscher Civis Hörfunkpreis – Bereich Information: Adrian Fischer: deutsch – schwarz – fremd, MDR, Preisträger: Bastian Wierzioch, Deutschland

### 2006
Fernsehen
- Europäischer Civis Fernsehpreis – Bereich Information: Das Recht des Stärkeren, Arte, Preisträger: Patric Jean, Frankreich
- Europäischer Civis Fernsehpreis – Bereich Unterhaltung: Das Experiment – 30 Tage Moslem, RTL II, Preisträgerin: Silke Pollmeier, Deutschland
- Deutscher Civis Fernsehpreis – Bereich Information: Menschen hautnah: Der Feind im Haus. Wenn aus Kindern Nazis werden, WDR, Preisträgerin: Nicola Graef, Deutschland
- Deutscher Civis Fernsehpreis – Bereich Unterhaltung: Das Experiment – 30 Tage Moslem, RTL II, Preisträgerin: Silke Pollmeier, Deutschland
- Europäischer ROMA Fernsehpreis: Gypsies: Europeans without a State, Televisión Española, Preisträgerin: Pilar Requena, Spanien
- Young Civis media prize: Ise Kyopos – die 2. Generation der im Ausland lebenden Koreaner, Kunsthochschule für Medien Köln, Preisträgerin: Cerin Hong, Deutschland

Hörfunk
- Deutscher Civis Hörfunkpreis Bereich lange Programme: Die Kinder der Gastarbeiter, BR, Preisträgerin: Eleni Torossi, Deutschland
- Deutscher Civis Hörfunkpreis – Bereich kurze Programme: Ich bin Papst, WDR Funkhaus Europa, Preisträger: Osman Engin, Deutschland

### 2007
Fernsehen
- Europäischer Civis Fernsehpreis – Bereich Information: Neue Heimat Lindenstraße, SF, Preisträger: Beat Bieri und Ruedi Leuthold, Schweiz
- Europäischer Civis Fernsehpreis – Bereich Unterhaltung: Teen Scene – Akwasi and Nico, Katholieke Radio Omroep (KRO), Preisträger: Hans Mors und Gert Berg, Niederlande
- Deutscher Civis Fernsehpreis – Bereich Information: Deutschland für Anfänger in der Reihe Schlaglicht: Die Welt-Klasse, SWR, Preisträger: Jean Boué, Deutschland
- Deutscher Civis Fernsehpreis – Bereich Unterhaltung:  Türkisch für Anfänger, Folge 1, BR, Preisträger: Bora Dagtekin, Edzard Onneken und Alban Rehnitz, Deutschland
- Young Civis Media Prize Sona and Her Family, VSMU – Academy of Music and Dramatic Arts/Bratislava, Preisträgerin: Daniela Rusnoková, Slowakische Republik

Hörfunk
- Europäischer Civis Hörfunkpreis – Bereich lange Programme: Nahaufnahme: Pogrom in der Provinz – Von Biedermännern und Brandstiftern, BR, Preisträger: Martin Durm, Deutschland
- Europäischer Civis Hörfunkpreis – Bereich kurze Programme: Irgendwo dazwischen, rbb, Preisträger: Ken Jebsen und Susanne Wündisch, Deutschland

### 2008
Fernsehen
- Europäischer Civis Fernsehpreis – Bereich Information: die story: Todesfahrt im Fischerboot. Afrikas Flüchtlinge und Europas Interessen, WDR, Preisträger: Michael Grytz und Klaus Martens, Deutschland
- Europäischer Civis Fernsehpreis – Bereich Unterhaltung: Une histoire à ma fille, France 2, Preisträgerinnen: Catherine Borgella und Chantal Picault, Frankreich
- Deutscher Civis Fernsehpreis – Bereich Information: Schule der Toleranz – Kinderdemokratie in Tenever, RB, Preisträger: Marianne Strauch und Rainer Kahrs, Deutschland
- Deutscher Civis Fernsehpreis – Bereich Unterhaltung: Unter anderen Umständen – Bis dass der Tod euch scheidet, ZDF, Preisträger: Waltraud Ehrhardt und Peter Obrist, Deutschland
- Young Civis Media Prize: Status: Geduldet, Filmakademie Baden-Württemberg, Preisträgerin: Silvana Santamaria, Deutschland

Hörfunk
- Europäischer Civis Hörfunkpreis – Bereich lange Programme: SWR2 Leben: Mein erstes Wort war Schokolade – Wie ich als Gastarbeiterkind Deutsch lernte, SWR, Preisträgerin: Hürü Meryem Kök, Deutschland
- Europäischer Civis Hörfunkpreis – Bereich kurze Programme: Ortszeit: Berlin braucht Dich! – Integrationsprojekt für junge Migranten, Deutschlandradio Kultur, Preisträgerin: Christina Rubarth, Deutschland

Europäischer Civis Themenpreis 2008 Integration in Wirtschaft und Industrie
- Fernsehen: auslandsjournal: Polnischer Unternehmer, ZDF, Preisträgerin: Sylvia Bleßmann, Deutschland
- Radio: Café Global: Nicht dumm, nicht blond, nicht deutsch – Erfolgsprofil Ausländer: Bestatter, rbb, Preisträgerin: Konstantina Vassiliou-Enz, Deutschland

### 2009
Fernsehen
- Europäischer Civis Fernsehpreis – Bereich Information: True Life: Lampedusa at the door of Europe. MTV Italy, 2008, Preisträgerin: Gaia Chiti Strigelli.
- Europäischer Civis Fernsehpreis – Bereich Unterhaltung: White Girl. BBC, 2008, Preisträgerin: Abi Morgan.
- Deutscher Civis Fernsehpreis – Bereich Information: Die Weggeworfenen. Geschichte einer Abschiebung. ZDF, 2008, Preisträger: Lutz Ackermann, Anita Blasberg und Marian Blasberg
- Deutscher Civis Fernsehpreis – Bereich Unterhaltung: Willkommen im Westerwald. SWR, 2008, Preisträger: Beate Langmaack und Tomy Wigand.
- Young Civis Media Prize: Sores und Sîrîn. Hamburg Media School, Preisträger: Serkal Kus und Katrin Gebbe.

Hörfunk
- Europäischer Civis Hörfunkpreis – Bereich lange Programme: Hörbilder: Karntn is lei ans – Die Geschichte einer Abschiebung. ORF, 2008, Preisträgerin: Doris Stoisser.
- Europäischer Civis Hörfunkpreis – Bereich kurze Programme: Live on3radio – Das Magazin: Win-Place-Show. Auf dem Weg zur Premiere, Teil 2. BR, 2008, Preisträgerin: Zulayat Suli Kurban

### 2010
Fernsehen
- Europäischer Civis Fernsehpreis – Bereich Information: La Cité des Roms. Arte, 2009, Preisträger: Frédéric Castaignède.
- Europäischer Civis Fernsehpreis – Bereich Unterhaltung: Aicha. France 2, 2009, Preisträger: Yamina Benguigui, Dominique Lancelot.
- Deutscher Civis Fernsehpreis – Bereich Information: Rich Brother. ZDF, 2009, Preisträger: Preisträgerin: Insa Onken
- Deutscher Civis Fernsehpreis – Bereich Unterhaltung: Bülent Ceylan live!. RTL, 2009, Preisträger: Bülent Ceylan
- Young Civis Media Prize: Book of Miri. Den Danske Filmskole, Preisträgerin: Katrine Philp.

Hörfunk
- Europäischer Civis Hörfunkpreis – Bereich lange Programme: Werd ich mit Singen deutsch? Ein Feature zur Einbürgerung. DKultur/NDR/rbb, 2009, Preisträger: Inge Braun, Helmut Huber.
- Europäischer Civis Hörfunkpreis – Bereich kurze Programme: Ein blutiges Laken – Deine ganze Zukunft. Von neuer Unschuld für eine Nacht. rbb, 2009, Preisträgerin: agdalena Bienert

Online
- Europäischer Civis Online Preis: Netz gegen Nazis – mit Rat und Tat gegen Rechtsextremismus. Amadeu Antonio Stiftung, 2009, Vertretungsberechtigt: Simone Rafael.

### 2011
Fernsehen
- Europäischer Civis Fernsehpreis – Bereich Information: DOK: Der Asylchef und die Nigerianer. SRF, 2010, Preisträger: Karin Bauer.
- Europäischer Civis Fernsehpreis – Bereich Unterhaltung: Kommissar Wallander – Mörder ohne Gesicht. ARD, BBC, 2010, Preisträger: Richard Cottan.
- Deutscher Civis Fernsehpreis – Bereich Information: Hart und herzlich – Eine türkische Lehrerin gibt nicht auf . WDR, 2010, Preisträger: Preisträgerin: Nicole Rosenbach
- Deutscher Civis Fernsehpreis – Bereich Unterhaltung: Zivilcourage. WDR, 2010, Preisträger: Jürgen Werner
- Young Civis Media Prize: Heimatland. Hochschule Luzern Design & Kunst, Preisträger: Loretta Arnold, Fabio Friedli, Marius Portmann und Andrea Schneider

Hörfunk
- Europäischer Civis Hörfunkpreis – Bereich lange Programme:  Mein Türke und ich – Integrative Besuche in der Nachbarschaft. BR, 2010 Preisträger: Marco Maurer.
- Europäischer Civis Hörfunkpreis – Bereich kurze Programme: Radio Essen am Morgen: Integration und ich. Radio Essen, 2010, Preisträgerin: Katja Artsiomenka

Online
- Europäischer Civis Online Preis: dastandard.at. Preisträgerin: Gerlinde Hinterleitner, Chefredakteurin

### 2012
Fernsehen
- Europäischer Civis Fernsehpreis – Bereich Information: Filmszene: Unser Garten Eden. SRF, 2011, Preisträger: Mano Khalil.
- Europäischer Civis Fernsehpreis – Bereich Unterhaltung: No place like home. VPRO, 2011, Preisträger: Marius van Duijn.
- Deutscher Civis Fernsehpreis – Bereich Information: Menschen hautnah: Tod einer Richterin – Auf den Spuren von Kirsten Heisig. WDR, 2011, Preisträgerinnen: Güner Yasemin Balci, Nicola Graef
- Deutscher Civis Fernsehpreis – Bereich Unterhaltung: Salami Aleikum. ZDF, 2011, Preisträger: Ali Samadi Ahadi, Arne Nolting
- Young Civis Media Prize: No way back. Nederlandse Film en Televisie Academie, Preisträger: Shariff Korver

Hörfunk
- Europäischer Civis Hörfunkpreis – Bereich lange Programme:  Back to Bosporus. SWR, 2011 Preisträger: Patrick Batarilo.
- Europäischer Civis Hörfunkpreis – Bereich kurze Programme: Einen Sommer lang … Sommercamp für Roma-Kinder in Berlin. Deutschlandradio Kultur, 2011, Preisträgerin: Christina Rubarth

Online
- Europäischer Civis Online Preis: www.cafebabel.com. Preisträger: Alexandre Heully

### 2013
Fernsehen
- Europäischer Civis Fernsehpreis – Magazine – kurze Programme bis 10 Minuten: Panorama 3: Ausländer raus! Hetze gegen Flüchtlingsheim. NDR, Preisträger: Djamila Benkhelouf, Anna Orth, Anne Ruprecht.
- Europäischer Civis Fernsehpreis – Bereich Information: die story: Friedhof der Illegalen. WDR, Preisträger: Andreas Morell.
- Europäischer Civis Fernsehpreis – Bereich Unterhaltung: Shameless. TVP, Preisträger: Grzegorz Loszewski.
- Deutscher Civis Fernsehpreis – Bereich Information: Panorama: Vom Nesthäkchen zum Terroristen. NDR, Preisträger: John Goetz, Djamila Benkhelouf, Anke Hunold, Anna Orth
- Deutscher Civis Fernsehpreis – Bereich Information: ARTE Themenabend: Das Terror-Trio – Warum die Behörden versagten, MDR, Inga Klees, Marcus Weller
- Deutscher Civis Fernsehpreis – Bereich Unterhaltung: Der Tatortreiniger: Schottys Kampf. NDR, Preisträger: Mizzi Meyer
- Young Civis Media Prize: Bear me. Filmakademie Baden-Württemberg, Preisträger: Kasia Wilk, Anna Matacz

Hörfunk
- Europäischer Civis Hörfunkpreis – Bereich lange Programme:  Privat Radio: Farid Vatanparast und sein Hang zu Liebesstützen. WDR5, Preisträger: Andrea Kath, Martina Meißner.
- Europäischer Civis Hörfunkpreis – Bereich kurze Programme: Echo der Zeit: Meschugge Party – Jüdisches Leben in Berlin. SRF, Preisträger: Casper Selg

Online
- Europäischer Civis Online Preis: www.RAPutation-casting.tv. Preisträger: Anna Mauersberger, Solmaz Sohrabi, Susanne Stürmer

### 2014
Film
- Civis-Kinopreis für europäische Spielfilme: Fack ju Göhte. Preisträger: Bora Dagtekin, Christian Becker, Lena Schömann und Martin Moszkowicz

Fernsehen
- Europäischer Civis Fernsehpreis – Bereich Magazine – kurze Programme bis 10 Minuten: Small Stories from the Roma World: Hristov family. BNT, Preisträger: Kremena Budinova, Svetoslav Draganov
- Europäischer Civis Fernsehpreis – Bereich Information: Mama Illegal. ORF, Preisträger: Ed Moschitz
- Europäischer Civis Fernsehpreis – Bereich Unterhaltung: Tatort: Angezählt. ORF, Preisträger: Martin Ambrosch
- Deutscher Civis Fernsehpreis – Bereich Information: Ausgeliefert! Leiharbeiter bei Amazon. HR/ARD, Preisträger: Peter Onneken, Diana Löbl
- Deutscher Civis Fernsehpreis – Bereich Unterhaltung: Transfer – Der Traum vom ewigen Leben. ZDF/Arte, Preisträger: Gerald Klein, Damir Lukačević, Gabi Blauert
- European Young Civis Media Prize: A home for Lydia. KRO-NCRV, Niederlande, Preisträger: Eline Schellekens

Hörfunk
- Europäischer Civis Radiopreis – Bereich Lange Programme: Schrubben gegen Rechts. Der unnachgiebige Kampf einer Rentnerin gegen Nazi-Parolen. SWR2, Preisträger: Klaus Schirmer
- Europäischer Civis Radiopreis – Bereich Kurze Programme: Echo der Zeit: Friedliches Zusammenleben zwischen Roma und Tschechen. SRF, Preisträger: Marc Lehmann

Online
- Europäischer Civis Online Medienpreis: www.everydayrebellion.net. Preisträger: Arash T. Riahi, Arman T. Riahi

### 2015
Film
- Civis-Kinopreis für europäische Spielfilme: Honig im Kopf. Produktion: barefoot film, Warner Bross, Preisträger: Til Schweiger, Tom Zickler

Fernsehen
- Europäischer Civis Fernsehpreis – Magazine – kurze Programme bis 10 Minuten: Rundschau: Flucht über das Meer, SRF, Preisträger: Philipp Zahn
- Europäischer Civis Fernsehpreis – Information: Der Prozess von Budapest rbb, Preisträgerin: Eszter Hajdú
- Europäischer Civis Fernsehpreis – Unterhaltung: Glasgow Girls. BBC Scotland, Preisträger: Joe Barton, Brian Welsh und Colin Barr
- European Young Civis Media Prize: Dr. Illegal. Gib einem Hungrigen keinen Fisch, gib ihm eine Angel. Filmakademie Baden-Württemberg, Preisträger: Martin Rohé, Jan Galli und Hadi Khanjanpour

Hörfunk
- Europäischer Civis Radiopreis – Lange Programme: radio Thema: Den ganzen Weg nur Todesangst. Geschichte einer Flucht nach Europa. BR, Preisträgerin: Lisa Weiß
- Europäischer Civis Radiopreis – Kurze Programme: Mittagsjournal: Leben nach der Flucht. Teil 1 Nina Kústurica blickt zurück. Ö1, Preisträgerin: Veronika Mauler
- Europäischer Civis Ehrenpreis Radio: Oury Jalloh. Die widersprüchlichen Wahrheiten eines Todesfalles. mdr, Preisträgerin: Margot Overath

Online
- Europäischer Civis Online Medienpreis – Webangebote: www.der-Zaun.net. Preisträger: Dietmar Telser, Benjamin Stöß
- Europäischer Civis Online Medienpreis – Webvideos: Tarek Chalabi. Preisträger: Lars Kaempf, Eiko Theermann

### 2016
(Quelle: )
Film
- Europäischer CIVIS Kinopreis: Er ist wieder da. Produktionsunternehmen: Mythos Film, Regie: David Wnendt

Fernsehen
- Europäischer Civis Fernsehpreis – Information: Neuland. Regie: Anna Thommen
- Europäischer Civis Fernsehpreis – Information: EU: Kurz vor dem Crash?. Preisträgerin: Annalisa Piras
- Europäischer Civis Fernsehpreis – Unterhaltung: Leberkäseland. Preisträger: Nils Willbrandt
- Europäischer CIVIS Fernsehpreis Magazine: Am Limit – Die Helfer von Wegscheid - Preisträgerin: Lisa Schurr
- European Young Civis Media Prize: Inland. Preisträger: Piet Baumgartner

Sonderpreis Sport
- CIVIS Sonderpreis Sport: BVB gegen Rechts – Dortmund und seine ungeliebten Fans - Preisträgerin: Mareike Wilms
- CIVIS Sonderpreis Sport: NRW hilft – Burscheider Ballverein kickt mit Flüchtlingen - Preisträgerin: Jennifer von Massow
- CIVIS Sonderpreis Sport: web.br.de/woher-stammt-die-liga/  - Vertretungsberechtigt: Hans Helmreich, Steffen Lunkenheimer (BR)

Online
- Europäischer CIVIS Online Preis Webangebote: www.twobillionmiles.com - Vertretungsberechtigt: Felix Renicks
- Europäischer CIVIS Online Preis Webvideos: www.nsu-interviews.de - Vertretungsberechtigte: Stephan Keicher, Hans Helmreich, Wolfgang Vichtl (BR)

Radio
- Europäischer CIVIS Radiopreis Kurze Programme: Serie: Menschen auf der Flucht - Preisträger: Meinhard Mühlmann
- Europäischer CIVIS Radiopreis Lange Programme: Sterbe ich in eurem Land. Über anonyme Bestattungen von Flüchtlingen in Griechenland - Preisträgerin: Marianthi Milona

### 2017
(Quelle: )
Europäischer CIVIS Kinopreis
- CIVIS Kinopreis für europäische Spielfilme: Vor der Morgenröte.

Europäischer CIVIS Fernsehpreis
- Europäischer CIVIS Fernsehpreis Information: Lontano dagli occhi / Aus den Augen - Preisträger: Domenico Iannacone, Luca Cambi
- Europäischer CIVIS Fernsehpreis Unterhaltung: Ne m’abandonne pas / Gib mich nicht auf - Preisträger: Françoise Charpiat, Aude Marcle
- Europäischer CIVIS Fernsehpreis Magazine: Panorama: „Alternative für die Politik: Emotionen statt Fakten“ - Preisträger: Ben Bolz, Johannes Edelhoff

Europäischer CIVIS Radiopreis
- Europäischer CIVIS Radiopreis Kurze Programme: WDR 5 Morgenecho – Leben unter dem IS, Teil 6: Vereint und doch getrennt – Familien im Flüchtlingslager - Preisträgerin:Anna Osius
- Europäischer CIVIS Radiopreis Lange Programme: MDR KULTUR – Das Radio: Jenseits der Kastanien - Preisträgerin: Marina Frenk
- Europäischer CIVIS Radiopreis Lange Programme: hr2-kultur DER TAG: „Grenzen der Aufklärung – Rechte Gewalt und die Justiz“ - Preisträger: Angela Fitsch, Dr. Ulrich Sonnenschein, Claudia Sautter, Karen Fuhrmann

Europäischer CIVIS Online Preis
- Europäischer CIVIS Online Preis Webangebote: Kein Raum für Rechts: www.kein-raum-fuer-rechts.de - Preisträger: Ole Leifels
- Europäischer CIVIS Online Preis Webvideos: Ramo: Soll ich zurück nach Syrien? - Preisträgerin: Sylvia Griss

European Young CIVIS Media Prize
- European Young CIVIS Media Prize: Different Bayern - Preisträger: Matthias Koßmehl

CIVIS Sonderpreis Sport
- CIVIS Sonderpreis Sport: Dok 5 – Das Feature: Bis zum letzten Atemzug. Ultras und die Radikalisierung der Fankultur im Fußball - Preisträger: Agnese Franceschini, Tom Mustroph
- CIVIS Sonderpreis Sport: Ayham – mein neues Leben - Preisträger: Ilona Stämpfli, Marek Beles
- CIVIS Sonderpreis Sport: Together2016 – die Integrationskraft des Fussballs - Preisträger: Stephan Hermann

### 2018
Europäischer CIVIS Fernsehpreis
- Bereich Information: Calais, les enfants de la jungle – Thomas Dandois, Stéphane Marchetti (France Télévisions / France 5)
- Bereich Magazine: Kroatische Hitlergrüße in Kärnten – Cedomira Schlapper (ORF)
- Bereich Unterhaltung: Three August Days – Madli Lääne (ERR / ETV / Kopli Kinokompanii)

Europäischer CIVIS Radiopreis für deutschsprachige Programme
- Kurze Programme: Neue Flüchtlingsunterkunft, alte Ängste – Riccardo Mastrocola (hr-iNFO)
- Lange Programme: Jesidinnen als Opfer des IS – Monika Oettli (SRF 2 Kultur) und Neun Stockwerke neues Deutschland – Reinhard Schneider (WDR 5 Dok 5 / ARD-Radiofeature)

CIVIS Sonderpreis Fußball und Integration
- TV: Heimat Fußball – Refugee 11 – Jean Boué (WDR / DOCDAYS Productions)
- Online: Refugee 11 – Arne Busse (Bundeszentrale für politische Bildung / DOCDAYS Productions)

European Young CIVIS Media Prize
- Elja – 376 A.D. – Willi Kubica und Janosch Kosack (Filmakademie Baden-Württemberg)

CIVIS Kinopreis für Europäische Spielfilme im deutschen Kino
- Jugend ohne Gott – Alain Gsponer (die film GmbH / Constantin Film)

Europäischer CIVIS Online Medienpreis
- Webangebote: Tama Gotcha! (Martin Eggenschwyler / SRF)
- Webvideos: Neue Rechte Welle (funk – Jäger & Sammler)

### 2019
Kinopreis
- Der Trafikant – Regie: Nikolaus Leytner, Produktion: Dieter Pochlatko, Jakob Pochlatko, Ralf Zimmermann (Epo-Film, Glory Film, Tobis Film, Degeto Film)

European Young CIVIS Media Prize
- Kippa – Preisträger: Lukas Nathrath (Hamburg Media School)

### 2020
- CIVIS Video Award:[12]
  - Information: Arte Re: Die Bettler aus der Walachei – Bedürftige oder organisierte Bande, Anna Tillack
  - Unterhaltung: Classe unique (New comers), Christel Gonnard, Pauline Rocafull
- CIVIS Audio Award:
  - Kurze Programme: Rendez-vous: Zittau – mitten in Europa aber nicht mitten in der EU, Peter Voegeli
  - Lange Programme: Hörbilder: Der Tod des Soumayla Sacko, Franziska Sophie Dorau
- Young C. Award: Masel Tov Cocktail, Arkadij Khaet
- CIVIS Cinema Award: Als Hitler das rosa Kaninchen stahl, Caroline Link, Jochen Laube, Fabian Maubach, Clementina Hegewisch
- CIVIS Top Award: Masel Tov Cocktail, Arkadij Khaet
- Lobende Erwähnung: JaafarTalk: Sind Flüchtlinge und Migranten in Deutschland integriert? Jaafar Abdul Karim

### 2021
- CIVIS Video Award:[13]
  - Information: ProSieben Spezial. Rechts. Deutsch. Radikal., Anja Buwert, Thilo Mischke
  - Unterhaltung: Herren, Stefanie Kremser
  - Social Media Format: Darf ich dir in die Haare fassen? - Alltagsrassismus in Deutschland, Michel Abdollahi, Miriam Anna Hochhard, Janina Kalle, Daphne Ivana Sagner, Jan-Nicholas Vogt, Robert Weitkamp
- CIVIS Audio Award:
  - Kurze Programme: Der Morgen: Uns bleiben nur die Worte, Sabine Wachs
  - Lange Programme: Hörbilder: Willkommen in Weikendorf, Claudia Gschweitl
  - Podcast: Rice and Shine Hamburg 1980: Als der rechte Terror wieder aufflammte, Minh Thu Tran, Vanessa Vu
- Young C. Award: Seepferdchen, Nele Dehnenkamp
- CIVIS Cinema Award: Futur Drei, Faraz Shariat, Paulina Lorenz
- CIVIS Top Award: Rice and Shine Hamburg 1980: Als der rechte Terror wieder aufflammte, Minh Thu Tran, Vanessa Vu

### 2022
Die Verleihung erfolgte am 3. Juni 2022 in Köln und wurde von Anna Dushime moderiert.
- CIVIS Video Award:[15]
  - Information: Schwarze Adler von Autor und Regisseur Torsten Körner
  - Unterhaltung: Die Wannseekonferenz, Paul Mommertz und Magnus Vattrodt
  - Social Media Format: Meine Narbe: Martin war Häftling in einem syrischen Foltergefängnis, Fitore Muzaqi, Henrik Schütz und Stefanie Vollmann
- CIVIS Audio Award:
  - Kurze Programme: Informationen am Morgen: Koalitionsstreit in Sachsen um Abschiebung gut integrierter georgischer Familien, Alexander Moritz
  - Lange Programme: Der letzte Tag. Das Attentat von Hanau, Sebastian Friedrich
  - Podcast: Zweidrittel FM - Staffel 1 Gibt es Freundschaft im Gefängnis? Folge 4. Fabian Grieger und Jonas Seufert
- Young C. Award: Los cuatro Vientos (Die vier Winde), Anna-Sophia Richard
- CIVIS Cinema Award: Contra, Regisseur Sönke Wortmann sowie die Produzenten Christoph Müller und Tom Spieß
- CIVIS Top Award: Schwarze Adler

### 2023
- CIVIS Video Award:[16]
  - Information: ARTE THEMA: Letzte Zuflucht – Das Haus am Tor zur Sahara von Ousmane Samassékou
  - Unterhaltung: Ulf Ryberg mit The Lost, Folge 1
  - Social Media Format: Katz Laszlo und Mohamed Bah mit Mohamed (The Europeans | Are We Europe)
- CIVIS Audio Award:
  - Kurze Programme: Roman Fillinger mit Flucht aus der Ukraine – Achterbahnfahrt der Gefühle, "Rendez-vous": Der Vorsatz: "Ich will leben statt warten.", Folge 6/6
  - Lange Programme: Ute Lieschke für Welcome Home Dr. Marco – Identitätssuche zwischen Karl-Marx-Stadt und Kenia
  - Podcast: Cengiz Tarhan, Larissa Sobral, Sophie Anggawi, Karina Gordok, Isabelle Werner, Salwa Houmsi mit Unter Almans – Migrantische Geschichte(n) | Die Angst nach dem Anschlag in Hanau: Parshad über Wut, Folge 2
- Young C. Award: Jonathan Brunner mit Border Conversations (Filmakademie Baden-Württemberg)
- CIVIS Cinema Award: David Wnendt und Fabian Gasmia für Sonne und Beton
- Spezialpreis der CIVIS VIDEO Jury: Isabel Schayani
- CIVIS Top Award: ARTE THEMA: Letzte Zuflucht – Das Haus am Tor zur Sahara von Ousmane Samassékou

### 2024
- CIVIS Video Award:[17]
  - Information: Cem Kaya und Mehmet Akif Büyükatalay für Songs of Gastarbeiter – Liebe, D-Mark und Tod – Aşk, Mark ve Ölüm (WDR | RBB | ARTE)
  - Fiktion + Dokudrama: Fatima Kaci und Pablo Léridon für La Voix des Autres (La Fémis | La Cinef Cannes)
  - Social Media Format: STRG_F: Israel und Gaza: Leben zwischen Terror und Krieg (NDR | funk) von Manuel Biallas, Armin Ghassim, Lisa Hagen, Mariam Noori, Timo Robben, Sulaiman Tadmory
- CIVIS Audio Award:
  - Kurze Programme: Hannah Weber mit Die Brandenbleiber – stärker als Hass | »Die Feuerwehr ist mein Safe Space« – Heimat trotz Rassismus (electronic media school gGmbH)
  - Lange Programme: Yasmina Hamlawi und Annika Erichsen für Perle – Der Weg zurück zur körperlichen Unversehrtheit (SWR 2)
  - Podcast: Danny Frede und Alexander Derno mit Ostkinder 80/82 | Folge 39: Sonneberg ist unsere Schuld!
- Young C. Award: Lara Milena Brose mit Echoes from Borderland (Hochschule für Fernsehen und Film München)
- CIVIS Cinema Award: Jonathan Glazer, James Wilson und Ewa Puszczyńska für The Zone of Interest (Extreme Emotions Bis, Instytucja Filmowa Silesia Film | Leonine Studios)
- Spezialpreis der CIVIS VIDEO Jury:
- CIVIS Top Award: STRG_F: Israel und Gaza: Leben zwischen Terror und Krieg (NDR | funk) von Manuel Biallas, Armin Ghassim, Lisa Hagen, Mariam Noori, Timo Robben, Sulaiman Tadmory

### 2025
- CIVIS Audio Award[18]:
  - Kurze Programme: Philipp Schnee mit dem Radiofeature Hamburgs Baseballschlägerjahre – Rechte Gewalt in den 1980er-Jahren (Produktion: Deutschlandfunk)
  - Lange Programme: Katharina Thoms mit Syrische Kurden in Deutschland zwischen Hoffen und Bangen (Produktion: Deutschlandfunk)